# 趙日煦
趙日煦（？—？），浙江仁和人，清朝政治人物。蔭生出身。
嘉慶八年，接替劉青黎，擔任江蘇宜興縣知縣。后由韋協恭接任。他還當過太倉直隸州知州。